# Liste der Biografien/Wolo
Liste der Biografien |
Portal Biografien |
Personensuche
# |
A |
B |
C |
D |
E |
F |
G |
H |
I |
J |
K |
L |
M |
N |
O |
P |
Q |
R |
S |
T |
U |
V |
W |
X |
Y |
Z |
?
 
Wa |
Wc |
Wd |
We |
Wh |
Wi |
Wj |
Wl |
Wn |
Wo |
Wr |
Ws |
Wt |
Wu |
Ww |
Wy |
Wz
 
Woa |
Wob |
Woc |
Wod |
Woe |
Wof |
Wog |
Woh |
Woi |
Woj |
Wok |
Wol |
Wom |
Won |
Woo |
Wop |
Wor |
Wos |
Wot |
Wou |
Wov |
Wow |
Wox |
Woy |
Woz
 
Wola |
Wolb |
Wolc |
Wold |
Wole |
Wolf |
Wolg |
Wolh |
Woli |
Wolj |
Wolk |
Woll |
Wolm |
Woln |
Wolo |
Wolp |
Wolr |
Wols |
Wolt |
Wolv |
Woly |
Wolz
Die Liste der Biografien führt alle Personen auf, die in der deutschsprachigen Wikipedia einen Artikel haben. Dieses ist eine Teilliste mit 54 Einträgen von Personen, deren Namen mit den Buchstaben „Wolo“ beginnt.

## Wolo

### Wolob
- Wolobujew, Michail Simonowitsch (1903–1972), sowjetisch-ukrainischer Ökonom

### Woloc
- Wolochin, Ruben (* 1970), argentinischer Volleyball-Trainer
- Wolochuk, Paul (* 1988), kanadischer Biathlet

### Wolod
- Wolodarski, Alexander (* 1954), sowjetischer und ukrainischer Schriftsteller, Dramatiker, Drehbuchautor und Herausgeber
- Wolodarski, W. (1891–1918), russischer Revolutionär
- Wolodarsky, Wallace, US-amerikanischer TV-Autor und Regisseur
- Wolodenkow, Wladimir Wladimirowitsch (* 1972), russischer Ruderer
- Wolodichin, Iwan Petrowitsch (* 1872), russischer Architekt
- Wolodin, Alexander Moissejewitsch (1919–2001), russischer Schriftsteller, Dramatiker und Drehbuchautor
- Wolodin, Denis (* 1982), russisch-kasachischer Fußballspieler
- Wolodin, Nikita Andrejewitsch (* 1999), russischer Eiskunstläufer
- Wolodin, Nikita Nikolajewitsch (* 1994), russischer Billardspieler
- Wolodin, Wjatscheslaw Wiktorowitsch (* 1964), russischer PolitikerWjatscheslaw Wiktorowitsch Wolodin (* 1964)
- Wolodina, Jewgenija (* 1984), russisches Model

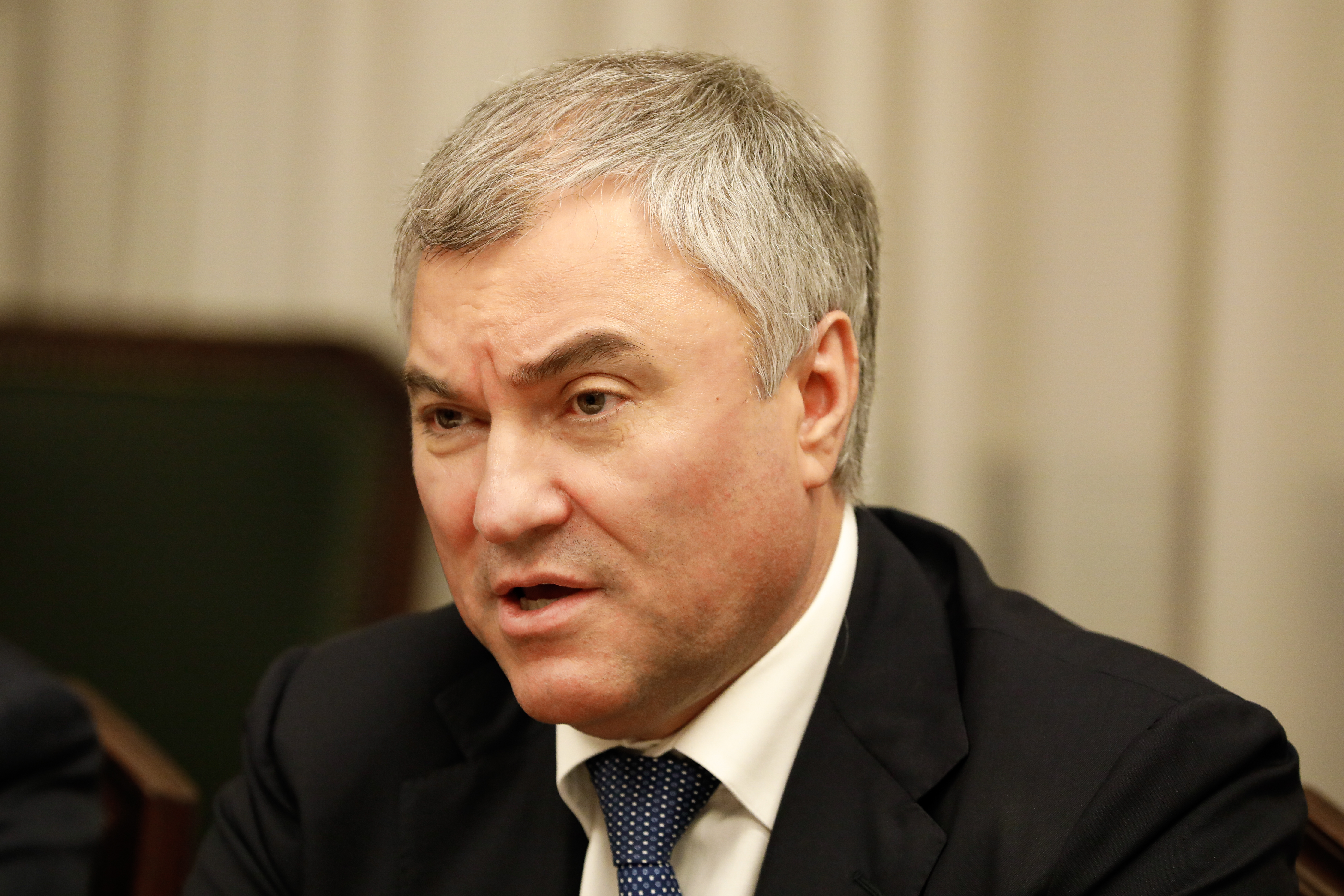
Wjatscheslaw Wiktorowitsch Wolodin (* 1964)

- Wolodina-Antonowa, Jelena (* 1971), kasachische Skilangläuferin
- Wolodko, Kateryna (* 1986), ukrainische Tennisspielerin
- Wołodko, Stanisław (1950–2021), polnischer Leichtathlet
- Wolodkow, Roman (* 1973), ukrainischer Wasserspringer
- Wołodyjowski, Jerzy (1620–1672), polnischer Adeliger, der der Wappengemeinschaft Korczak angehörte
- Wolodymyr (1935–2014), ukrainisch-orthodoxer Metropolit

### Wolog
- Wologdin, Alexander Grigorjewitsch (1896–1971), russischer Geologe und Paläontologe
- Wologdin, Wiktor Petrowitsch (1883–1950), russischer Schweiß-Pionier und Hochschullehrer

### Wolok
- Wolokitin, Andrij (* 1986), ukrainischer Schachmeister

### Wolos
- Wolosch, Arkadi Jurjewitsch (* 1964), russisch-israelischer Informatiker, Unternehmer, Gründer des Unternehmens YandexArkadi Jurjewitsch Wolosch (* 1964)

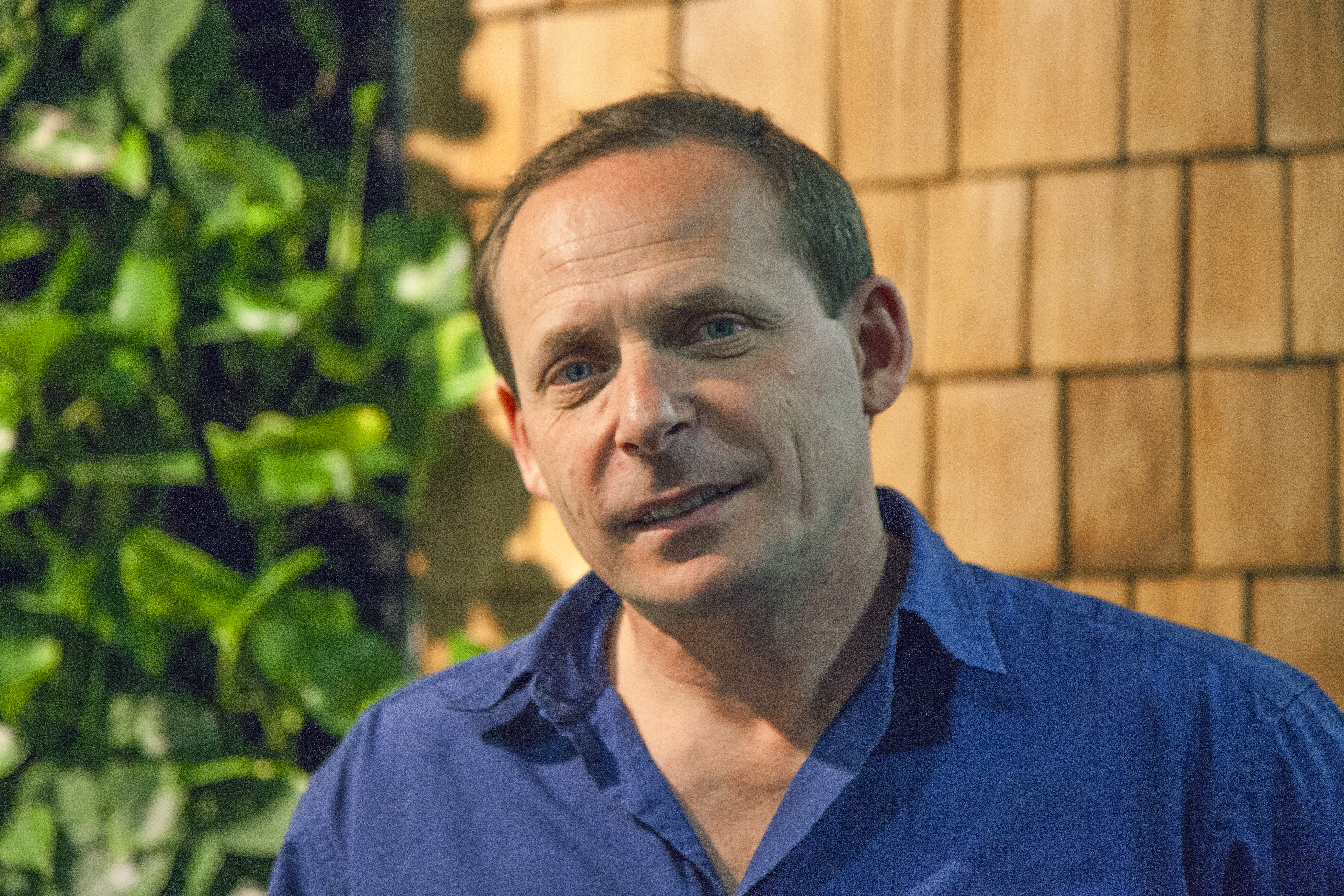
Arkadi Jurjewitsch Wolosch (* 1964)

- Woloschenko, Jewgenija (* 1979), kasachische Skilangläuferin
- Woloschin, Alexander Staljewitsch (* 1956), russischer Politiker und Unternehmer
- Woloschin, Dmitri Wadimowitsch (* 1989), russischer Eishockeytorwart
- Woloschin, Leonid Anatoljewitsch (* 1966), russischer Weit- und Dreispringer
- Woloschin, Margarita (1882–1973), russische Malerin und Schriftstellerin
- Woloschin, Maximilian Alexandrowitsch (1877–1932), russischer Dichter und Maler
- Woloschin, Michail Borissowitsch (1953–2020), russischer Physiker
- Woloschin, Wladimir (* 1961), sowjetischer Radsportler
- Woloschinow, Walentin Nikolajewitsch (1895–1936), russischer Literaturwissenschaftler
- Woloschinow, Witali Borissowitsch (1947–2019), russischer Physiker
- Woloschinski, Andrei Olgertowitsch (* 1960), russischer Vizeadmiral
- Woloschtschenko, Marija (* 1989), ukrainische Wasserspringerin
- Woloschyn, Awgustyn (1874–1945), karpatenukrainischer Politiker, Lehrer und Schriftsteller
- Wołosewicz, Michał (1925–2004), polnischer Poet
- Wolossjuk, Waleri Konstantinowitsch (* 1943), russischer Hochschullehrer (Funktechnik)
- Wolossoschar, Tatjana Andrejewna (* 1986), russische Paarläuferin
- Wolossowa, Ljubow Michailowna (* 1982), russische Ringerin
- Wolossowskyj, Oleh (* 1971), ukrainischer Architekt, Designer und Szenograf
- Wołoszyn, Katarzyna (* 1995), polnische Biathletin und Skilangläuferin
- Wołoszyńska, Jadwiga (1882–1951), polnische Botanikerin und Hochschullehrerin

### Wolot
- Wolotka, Denis (* 1985), kasachischer Skilangläufer

### Wolow
- Wolow, Panajot (1850–1876), bulgarischer Freiheitskämpfer
- Wolowicz, Margaret (* 1997), US-amerikanische Volleyballspielerin
- Wołowiec, Monika (* 1976), polnische Skeletonpilotin
- Wolowik, Grigori Jefimowitsch (* 1946), russischer Physiker
- Wolowitsch, Igor Wassiljewitsch (* 1946), russischer Mathematiker und mathematischer Physiker
- Wolownyk, Natalija (* 1993), ukrainische Handballspielerin
- Wolowski, Kurt von (1897–1985), deutscher Schauspieler
- Wolowski, Louis (1810–1876), französischer Nationalökonom

### Woloz
- Wolozkoi, Michail Wassiljewitsch (1893–1944), sowjetischer Genetiker